# Nicolas-Germain Léonard
Nicolas-Germain Léonard es un poeta francés nacido en Guadalupe el 16 de marzo de 1744 y fallecido en Nantes (Loira Atlántico) el 26 de enero de 1793.

## Biografía
Nicolás-Germain Léonard se mudó a Francia muy joven y estudió allí. En 1766 editó una colección de poemas de su primera obra Idylles morales.
En 1772 publicó una novela titulada La Nouvelle Clémentine o les Lettres d'Henriette de Berville, inspirado por una desventura sentimental propia : había amado a una joven y esta le había correspondido pero su familia lo desaprobó por una inferior posición social y su escasa fortuna; la joven rechazó cualquier otro arreglo matrimonial y fue ingresada en un convento dondo poco tiempo después fallecería. Esta dolorosa experiencia entristecería para siempre la inspiración  y los acentos melancólicos de Léonard  que resonarían más tarde en Alphonse de Lamartine. 
En 1775 publicó una edición de sus IIdylles et poésies champêtres y en 1782 se publicó una nueva edición en La Haya. En 1783, con la esperanza de recuperar su precaria salud, decidió regresar a Guadalupe, a la que finalmente llegó en 1784 y nos ha dejado una interesante relación de este viaje. Realizó varios viajes entre Francia y la isla, pero abrumado por una especie de languidez, se lamentaba inmediatamente del lugar que acababa de dejar. Parecía en verdad, " escribió Saint-Beuve, "que la patria para él era Guadalupe cuando estaba en Francia, y Francia cuando estaba en Guadalupe. Los disturbios en Guadalupe en 1791 le hicieron abandonar la isla.
Se estableció en Francia en octubre de 1792, concretamente en Romainville, cerca de París. Cuando intentaba embarcarse de nuevo hacia Guadalupe desde Nantes cayó enfermo y falleció en el hospital de esa ciudad el 26 de enero de 1793, el mismo día en que zarpó el barco que debía haber tomado.

## Temas
Leonardo fue un imitador en francés de Salomon Gessner y el mejor poeta pastoril del siglo XVIII. Es de lamentar que su poesía no muestre nada del colorido de su isla natal. En su defensa hay que añadir que apenas la conocía cuando compuso los Idylles, una de sus obras más famosas. Su poesía tiene el atractivo de la sensibilidad y la naturalidad, en una época en la que faltaban ambas cosas. 
Léonard es un defensor de lo que Suzanne Césaire calificará de « literatura de hamaca » ya que solo le interesa pintar un cuadro de viviendas « campestres » (una economía de plantación basada en la deportación y la esclavitud de los africanos) como él mismo explica a sus lectores al final de su Lettre sur un voyage aux Antilles. Así que son poco más que « notas tomadas, por así decirlo, de corrido » y que, por esa razón, « deben ser leídas de la misma manera ». Su obra tiene un exotismo colonial: sus ficciones ofrecen a los lectores metropolitanos maravillosos paisajes habitados por criollos (individuos identificados como "blancos" en contraposición a los africanos) que son "hospitalarios" e "ingenuos" y viven en ósmosis con sus esclavos, quienes, después de todo, son felices con su vida pastoril; la única sombra en el cuadro son los tormentos infligidos por algunos amos menos afables y algo depravados.

## Obras

### Poesía
- Idylles morales, 1766.[1]
- Idylles et poésies champêtres, 1782.[5]

### Novela
- La Nouvelle Clémentine ou Lettres de Henriette de Berville, 1774.[6]
- Lettres de deux amants, habitans de Lyon. Londres y París: Desenne, 1783.[7]

### Ediciones críticas
- Léonard, Nicolas-Germain; Campenon, Vincent (1798) [L'an VII].  Didot jeune, ed. Œuvres de Léonard. París. OCLC 914470629.
- Nicolas-Germain, Léonard; Boucher, Gwenaëlle (2007). Œuvres en prose : littérature antillaise du XVIIIe siècle. Les introuvables. París: L’Harmattan. ISBN 978-2-296-04124-0. OCLC 778197906.
- Nicolas-Germain, Léonard; Boucher, Gwenaëlle (2007). Œuvre poétique. Les introuvables. París: L’Harmattan. ISBN 978-2-296-03368-9. OCLC 159956044.